# Piekło (województwo warmińsko-mazurskie)
Piekło (niem. Kleinschnellwalde) – osada w Polsce położona na Pojezierzu Iławskim w województwie warmińsko-mazurskim, w powiecie iławskim, w gminie Zalewo, w pobliżu jeziora Piekło.
W latach 1975–1998 miejscowość administracyjnie należała do województwa olsztyńskiego.

## Historia
W pobliżu osady, w lesie, stał dawniej kamienny posąg, tak zwana pruska baba. Został on na początku XX w. rozbity a materiał wykorzystano do budowy pobliskiego mostu kolejowego.
Miejscowość wzmiankowana w dokumentach z około roku 1700, jako folwark szlachecki. Pierwotna nazwa – Piekło. W roku 1782 we osadzie odnotowano dwa domy, natomiast w 1858 w dwóch gospodarstwach domowych było 11 mieszkańców. W latach 1937–39 mieszkańców liczono łącznie z Borecznem. W roku 1973 jako osada Piekło należało do powiatu morąskiego, gmina Zalewo, poczta Boreczno.